# Чеканчево
Чеканчево (болг. Чеканчево) — село в Болгарии. Находится в Софийской области, входит в общину Горна-Малина. Население составляет 338 человек (2022).

## Политическая ситуация
В местном кметстве Чеканчево, в состав которого входит Чеканчево, должность кмета (старосты) исполняет Кирил Иванов Кирилов (независимый) по результатам выборов правления кметства.
Кмет (мэр) общины Горна-Малина — Емил Христов Найденов Болгарская социалистическая партия (БСП) по результатам выборов в правление общины.

## Достопримечательности, памятные места
Братская могила 52 нижних чинов лейб-гвардейского Волынского полка, убитых 19 декабря 1877 года в битве при Ташкесене (Саранци). Расположен в лесу недалеко от деревни, местность Огорелина.
Памятник подпоручику Н. П. Ларионову из Лейб-гвардейского Волынского полка, убитому 19 декабря 1877 года в битве при Ташкесене (Саранци). Расположен в местности Делниците.